# Форт Колинс
Форт Колинс (на английски: Fort Collins) е град в окръг Ларимър, щата Колорадо, САЩ. Форт Колинс е с население от 165 080 жители (2017) и обща площ от 122,1 km². Намира се на 1525 m надморска височина. ЗИП кодът му е 80521-80528, 80553, а телефонният му код е 970.